# Andrea Carboni
Andrea Carboni (Sorgono, 4 de febrero de 2001) es un futbolista italiano que juega como defensa y actualmente juega en el A. C. Monza de la Serie B de Italia.

## Trayectoria

### Cagliari
Creció en Nuoro, donde comenzó a jugar al fútbol en la categoría juvenil a los 10 años es fichado por el Cagliari Calcio.
El 2 de enero de 2020, firmó su primer contrato profesional, por dos años. Tras sus buenas actuaciones en el Campionato Primavera 1 (sub-19), pasó a formar parte del primer equipo a finales de mayo bajo las órdenes del técnico Walter Zenga. El 22 de junio debutó en la Serie A, como suplente ante el SPAL. Jugó su primer partido como titular cinco días después, en una victoria en casa por 4-2 contra el Torino F. C.. recibió dos tarjetas rojas ante Atalanta y Sassuolo. Hizo siete apariciones en la temporada 2019-20. 
En la temporada 2020-21, disputó seis partidos de Liga y dos de Copa Italia, jugó temporalmente para el equipo Primavera. Tras la llegada de Leonardo Semplici como entrenador del Cagliari, recuperó su lugar en el equipo, terminando la temporada con 15 partidos. 
En abril de 2021 renovó su contrato con el Cagliari hasta 2025.

### Monza
El 30 de junio de 2022, el A. C. Monza anunció el fichaje de Carboni hasta 2027.

## Selección nacional
Jugó para Italia sub-19 en octubre de 2019. El 3 de septiembre de 2021 debutó con Italia sub-21, jugando como titular en la victoria ante Luxemburgo.

## Estadísticas

### Clubes
Actualizado al último partido disputado el 28 de septiembre de 2023.
| Club                     | Div.          | Temporada     | Liga  | Liga  | Copas nacionales | Copas nacionales | Copas internacionales | Copas internacionales | Total | Total |
| Club                     | Div.          | Temporada     | Part. | Goles | Part.            | Goles            | Part.                 | Goles                 | Part. | Goles |
| ------------------------ | ------------- | ------------- | ----- | ----- | ---------------- | ---------------- | --------------------- | --------------------- | ----- | ----- |
| Cagliari Calcio · Italia | 1.ª           | 2019-20       | 7     | 0     | 0                | 0                | —                     | —                     | 7     | 0     |
| Cagliari Calcio · Italia | 1.ª           | 2020-21       | 15    | 0     | 2                | 0                | —                     | —                     | 17    | 0     |
| Cagliari Calcio · Italia | 1.ª           | 2021-22       | 30    | 0     | 3                | 0                | —                     | —                     | 33    | 0     |
| Cagliari Calcio · Italia | Total club    | Total club    | 52    | 0     | 3                | 0                | 0                     | 0                     | 57    | 0     |
| A. C. Monza · Italia     | 1.ª           | 2022-23       | 4     | 0     | 2                | 0                | —                     | —                     | 6     | 0     |
| A. C. Monza · Italia     | Total club    | Total club    | 4     | 0     | 2                | 0                | 0                     | 0                     | 6     | 0     |
| Venezia F. C. · Italia   | 2.ª           | 2022-23       | 17    | 3     | —                | —                | —                     | —                     | 17    | 3     |
| Venezia F. C. · Italia   | Total club    | Total club    | 17    | 3     | 0                | 0                | 0                     | 0                     | 17    | 3     |
| A. C. Monza · Italia     | 1.ª           | 2023-24       | 4     | 0     | 1                | 0                | —                     | —                     | 5     | 0     |
| A. C. Monza · Italia     | Total club    | Total club    | 4     | 0     | 1                | 0                | 0                     | 0                     | 5     | 0     |
| Total carrera            | Total carrera | Total carrera | 77    | 3     | 8                | 0                | 0                     | 0                     | 85    | 3     |